# 필 엑스
필 엑스(Phil X, 1966년 3월 10일 ~ )는 캐나다의 음악가, 가수 및 작곡가이다. 2013년부터 그는 본 조비와 함께 리드 기타를 연주했으며 2016년에는 전 리드 기타리스트 리치 샘보라를 공식적으로 대체했다.